# Raión de Nóvaya Derevnia
El raión de Nóvaya Derevnia (ruso: Новодереве́ньковский райо́н) es un distrito administrativo y municipal (raión) ruso perteneciente a la óblast de Oriol. Se ubica en el este de la óblast. Su capital es Jomutovo.
En 2023, el raión tenía una población de 9076 habitantes.
El raión es limítrofe al noreste con la óblast de Tula y al este con la óblast de Lípetsk. El topónimo "Nóvaya Derevnia" (literalmente "nueva aldea") hace referencia a una antigua localidad rural que en 1972 pasó a ser un barrio de la capital distrital Jomutovo.

## Subdivisiones
Comprende el asentamiento de tipo urbano de Jomutovo (la capital, que forma un ayuntamiento urbano sin pedanías) y 85 localidades rurales, estas últimas agrupadas en los siguientes siete asentamientos rurales:
- Glébovo
- Nikítino (con capital en Mijáilovka)
- Nóvaya Derevnia (rodea a la capital del raión, donde el asentamiento tiene su sede administrativa)
- Pankovo
- Starogólskoye
- Sudbishche
- Surý (con capital en Kuleshí)